# Margaret Archer
Margaret Scotford Archer (Grenoside, Reino Unido, 20 de enero de 1943-Kenilworth, Warwickshire, 20 de mayo de 2023) fue una socióloga británica. Profesora de Sociología de la Universidad de Warwick y miembro fundador de la Pontificia Academia de Ciencias Sociales, fue la primera mujer Presidente de la Asociación Internacional de Sociología.

## Formación académica
Archer se licenció y doctoró en sociología por la London School of Economics, de la Universidad de Londres (1967) Realizó estudios posteriores en la Universidad de la Sorbona.

## Actividad académica
Fue profesora en la Universidad de Cambridge, la London School of Economics, la University of Reading, la University of Warwick y la Universidad de Lausana.
Fue la primera mujer en presidir la Asociación Internacional de Sociología.
Fue miembro fundador de la Academy of Social Sciences(Reino Unido), miembro de la Academia Europaea, codirectora del Centre for Critical Realism,miembro del Bureau International de Sociologie (París), de la Pontificia Academia de las Ciencias Sociales, y de diversos consejos editoriales.
Se distinguió por haber desarrollado una metodología —el dualismo analítico— junto con un modelo teórico —la aproximación morfogenética— desde los que trató de iluminar el complejo panorama social contemporáneo. Durante sus últimos años, involucró a diversas personas en una iniciativa que buscaba dar acogida a mujeres que habían sido víctimas de la trata. Durante la pandemia provocada por el Covid-19, ganó el premio "Vivienda, ayuda y hospitalidad", organizado por los Pasionistas.
El 28 de junio de 2019, recibió de manos de monseñor Fernando Ocáriz, el doctorado Honoris Causa por la Universidad de Navarra. En esta institución había impartido varias clases en el Máster de Investigación en Ciencias Sociales, organizado por el Instituto Cutura y Sociedad.
Falleció en su casa de Kenilworth, Warwickshire, 21 de mayo de 2023, rodeada de su familia, a consecuencia de un cáncer.

## Publicaciones seleccionadas
- Archer, Margaret S. (2003). Structure, Agency and the Internal Conversation. Cambridge University Press. ISBN 9780521535977.
- Archer, Margaret S. (2000). Being Human: The Problem of Agency. Cambridge University Press. ISBN 9780521795647.
- Archer, Margaret S. (2012). The Reflexive Imperative in Late Modernity. Cambridge University Press. ISBN 9781107020955.
- Archer, Margaret S. (1995). Realist Social Theory: The Morphogenetic Approach. Cambridge University Press. ISBN 9780521484428.
- Archer, Margaret S. (2008) Pursuing the Common Good: How Solidarity and Subsidiarity Can Work Together Editors: Archer M S, Donati, P, Vatican City Press ISBN 978-88-86726-23-8
- Archer, Margaret S. (2008) Comment nos propres priorités définissent nos identitiés personelles in L'Identité changeante de l'individu, Editors: Archer, M, Carosella E.D, Saint-Sernin, B, Capelle, P, Sánchez Sorondo, M, Paris: L'Harmatten
- Archer, Margaret S. (2008) Education, Subsidiarity and Solidarity: past, present and future in The Common Good: How Subsidiarity and Solidarity Can Work Together, Editors: Archer M, and Donati, P, Vatican City Press
- Archer, Margaret S. (2007) Japanese translation of Realist Social Theory: The Morphogenetic Approach, Tokyo: Aoki-Shoten
- Archer, Margaret S. (2007) Making Our Way Through the World: Human Reflexivity and Social Mobility (ISBN 0-521-87423-8) Cambridge: Cambridge University Press
- Archer, Margaret S. (2013). Social Origins of Educational Systems. Routledge. ISBN 9780415639033.
- Michalina Vaughan, Margaret Scotford Archer (2010). Social Conflict and Educational Change in England and France 1789-1848. Cambridge University Press. ISBN 9780521144551.
- Margaret S. Archer, Andrew Collier, Douglas V. Porpora (2013). Transcendence: Critical Realism and God. Routledge. ISBN 9781134306718.